# Разбој (ткање)
Разбој је сложени предмет, справа која служи за ткање и једна од најбитнијих справа у историји. Разбој је такође једна од најпростијих справа која је икад конструисана. На принципу на којем ради стари ручни разбој, раде и велике фабричке машине за ткање које производе хиљаде метара материјала.
Ткањем се баве ткач или ткаља. Некада је постојао специфичан мутавџијски занат. Мутавџија се бавио ткањем сеоских торбица од козје длаке.

## Историја
Најстарије пронађене тканине потичу још из млађег каменог доба, из времена Старог Египта и са налазишта нордијског бронзаног доба. Првобитни су били вертикални разбоји који се и данас користе, али у савременијим облицима и на њима се углавном раде ћилими и таписерије. Хоризонталних разбоја такође има више врста али је принцип рада исти. Данас се најчешће се користе подни али и они стони који заузимају мање места у просторији.

## Конструкција разбоја и делови
Разбој је предмет који се састоји из више делова и то: основно вратило, робно вратило, нити или котлаци, листови, брдо, педала код подног разбоја или ручице код стоног разбоја и чунак. Помоћна опрема за ткање: сновало, мотовило, чешаљ, брдо, чунак, кукица, нож-кукица, растегљивач.
- Основа и потка
- Чунак са намотаном нити потке
- Ничанице

## Принцип рада на разбоју
Да би се започело ткање, најпре се мора засновати основа, односно намотати нити које ће бити основа будуће тканине. За ову радњу данас постоје сноваљке, које се добијају уз куповину разбоја. Када се заврши са сновањем и додатним припремним радњама, ткање се започиње провлачењем нити потке, намотане на чунак, између нити основе. Нит потке провлачи се између нити основе према одређеној шеми, у зависности од тога које платно и који узорак се ради.

## Врсте разбоја
Данашњи разбоји се разликују:
- Према конструкцији - стони и подни,
- Према техници рада - контрабаланс и контрамарш,
- Према сложености рада које на њему може да се реализује - са две ните, са четири ните и са више нита.

Стони разбој - даје исти резултат као подни разбој, али је ограничен ширином, дужином основе која може на њега да се постави, затегнутошћу основе, а рад на њему је знатно спорији. Зато се користи за израду ужих и краћих тканина, шалова, торби и слично, као и за израду узорака код истраживања.
Подни разбој - захтева коришћење и руку и ногу при ткању. Ногама се (преко подножника и ламела) померају ните и прави зев. Рукама се манипулише са брдилом и брдом и провлачи чунак са потком кроз основу. Подни разбој је шири од стоног, може да се постави довољно дугачка основа, стабилан је, па се на њему може реализовати квалитетна тканина.
Контрабаланс разбој - ради тако да се ните крећу супротно једна у односу на другу, при стварању зева. Овај разбој је познат по великој једноставности рада и могућности извођења разних преплетаја, али може бити изведен само са две или четири ните.
Контрамарш разбој - ради тако да се ните померају независно једна од друге. Овако се постиже једноставнији, већи и чвршћи зев. Контрамарш разбој је савремени пословни европски разбој.
На разбоју са две ните може да се тка преплетај платно и многе варијације платна постигнуте у текстури, уплитањем основе, подизањем основе на даску и сл. На оваквом разбоју могу да се ткају таписерије.
Разбојем са четири ните проширује се могућност израде преплетаја, почев од кепера.

## Галерија
- Рад на подном разбоју
- Фабрички разбоји
- Разбој у Кући Боре Станковића
- Разбој који се чува у Музеју Војводине
- Музеј Старе Херцеговине у Фочи
- Разбој из 1893. године, поклон Енглеске краљу Милану уступљен Ткачкој школи у Лесковцу, Народни музеј Лесковац
- Неолитски разбој (реконструкција) Винча — Бело брдо
- Дрвени разбој, Пољопривредни музеј у Кулпину
- Хоризонтални разбој у Горњем Египту, чија традиција сеже до античких времена
- Бедуински разбој (1925)
- Жене Бедуина ткају на традиционалном хоризонталном разбоју
- Разбој (стан) за ткање у Музеју Семберије у Бијељини